# Exotisme

De vrouwen van Algiers van Eugène Delacroix.

Exotisme is het hebben van een voorkeur voor het vreemde. Dit verschijnsel komt voor in de kunst maar onder andere ook bij vakantiegangers die naar de meest exotische oorden willen en na terugkomst opeens alles uit dat vakantieland geweldig vinden. Een bekend spreekwoord dat exotisme uitdrukt is: Wat je van ver haalt is lekker. Bij doorgeschoten exotisme wordt het vreemde verheerlijkt en niet meer kritisch en objectief bezien.

## Kunst
In het midden van de 18e eeuw bereikte de chinoiserie een hoogtepunt. Bijna iedere kunstvorm werd erdoor beïnvloed. Deze namaak-Chinese stijl – de voorwerpen werden in Europa of Amerika gemaakt – paste goed bij de 
rococo.
Japanse prentkunst was een inspiratiebron voor verscheidene impressionisten, onder wie 
Mary Cassatt, Vincent van Gogh, Claude Monet, Henri de Toulouse-Lautrec en Émile Bernard.
Importeurs in Europa waren onder anderen de Ensors en de Haegemans, en de uit China afkomstige broers Frederick George Taen-Arr-Hee en Alfred George Taen-Hee-Tsen,
die vanaf 1884 in Berlijn werkzaam waren. Daarvoor waren ze al in Groot-Brittannië actief. De broers Taen importeerden Aziatische levensmiddelen, dagelijkse
gebruiksvoorwerpen en kunstvoorwerpen. 

## Etno-exotisme
Zogenaamd etno-exotisme, het hebben van een voorkeur voor personen van een andere etnische afkomst, is de tegenpool van xenofobie. 
In de antropologie en sociale geografie is exotisme een bekende valkuil voor onderzoekers bij participerende observatie. Weliswaar moeten ze geïntegreerd raken in de groep die ze onderzoeken om een goede informatiestroom voor hun onderzoek op gang te laten komen, maar als ze daarin hun distantie verliezen, is de kans groot dat het onderzoek aan objectiviteit inboet.
Exotisme, of dat nu is in de kunst, bij vakantiegangers of etno-exotisme, verdwijnt veelal geleidelijk aan naarmate men de andere culturele oriëntatie aanleert en eigen maakt. 